# Erwin Schrott
Schrott  Baladón est un nom espagnol. Le premier nom de famille, en général paternel, est Schrott ; le second, en général maternel, souvent omis, est Baladón.
Erwin Esteban Schrott Baladon, né le 21 décembre 1972 à Montevideo, en Uruguay, est un chanteur lyrique baryton-basse.

## Biographie

### Carrière
Après avoir étudié le chant avec Franca Mattiucci, Schrott fait ses débuts professionnels à Montevideo avec le rôle de Roucher dans Andrea Chénier. Il est alors âgé de 22 ans. Il travaille ensuite trois ans au théâtre municipal de Santiago du Chili où il chante Timur (Turandot), Colline (La Bohème), Sparafucile (Rigoletto) et Ramfis (Aida). Il obtient une bourse qui lui permet d'étudier en Italie.
Il se fait remarquer en remportant le Premier Prix, catégorie chanteur masculin ainsi que le Prix des Spectateurs au concours Operalia en 1998 créé par Plácido Domingo. Dès lors, il chante des rôles-titres dans des salles réputées aussi bien aux États-Unis qu'en Europe. Il fait ses débuts au Wiener Staatsoper dans le rôle de Banquo (Macbeth, Verdi) le 28 mars 1999. Il y retournera pour chanter Leporello (Don Giovanni, Mozart) et le personnage de Figaro des Noces de Figaro. En 1999, il chante pour la première fois à l'Opéra de Paris où il interprète Masetto dans Don Giovanni de Mozart.
Il chante pour la première fois en tant que soliste à la Scala de Milan en 2001 dans le Stabat Mater de Rossini dirigé par Riccardo Muti. Il est ensuite invité à la Scala pour interpréter le rôle titre de Don Giovanni et, en 2003, le pharaon de Moïse et Pharaon (Mosè in Egitto) qui est son premier rôle scénique dans cette salle.
Il débute au New York Metropolitan Opera le 30 novembre 2000 avec le personnage Colline dans La Bohème. Il y retourne en 2005 pour être l'Escamillo de Carmen (prise de rôle). En 2006, il part en tournée au Japon avec le Met chantant le rôle titre de Don Giovanni puis celui de Figaro des Noces de Figaro en 2007 et à nouveau Don Giovanni en 2008.
Schrott conquiert le public du Royal Opera House en septembre 2003 en interprétant Leporello (Don Giovanni). Il reviendra ultérieurement pour Les Noces de Figaro et le personnage de Don Giovanni.
Il partage l'affiche avec son épouse Anna Netrebko à l'occasion de concerts en commun. Au Centro de Bellas Artes à San Juan le 9 octobre 2007, concert dirigé par Plácido Domingo. Ils chantent à nouveau ensemble lors d'un gala donné à l'occasion du cinquième festival de la musique et des arts d'Abou Dabi, (avec également Elīna Garanča) le 29 mars 2008 puis à l'occasion d'un concert solo à la résidence de Munich le 9 novembre 2008.
Ils ont chanté ensemble l'opéra Don Giovanni pendant la tournée au Japon du Metropolitan Opera en juin 2006 et au Royal Opera House en juin 2007.
En 2011, il chante Méphistophélès, qui devient alors un de ses rôles majeurs, à Monte-Carlo et au Liceu de Barcelone, dans deux opéras dans lesquels ce personnage intervient : l'opéra éponyme de Boito et Faust de Gounod. La même année il chante le rôle titre des Noces de Figaro au festival de Salzbourg, à l'Opéra de Paris, puis en 2012 au Festival de Baden-Baden.
Erwin Schrott a aussi interprété des personnages dans des œuvres plus inusités comme le rôle-titre d’Attila de Verdi à la Philharmonie de Berlin en 2012 ou celui de Procida dans Les Vêpres siciliennes de Verdi à Covent Garden en 2013.
En 2016, il prend le rôle de Selim dans Le Turc en Italie de Rossini, à Pesaro, chante Scarpia dans Tosca de Puccini à Berlin, puis, pour la première fois, le rôle de Ramfis dans Aïda de Verdi à Mannheim. En 2018, il interprète Sir Giorgio dans Les Puritains de Bellini en version concert à Monte-Carlo, puis, à Amsterdam, les Quatre antagonistes dans Les Contes d'Hoffmann. En septembre, il reprend Escamillo dans Carmen à Vienne, Méphisto dans Faust au Théâtre royal de Madrid et Scarpia dans Tosca à Berlin. En octobre, il interprète le Comte d’Almaviva dans Les Noces de Figaro à Vienne avant de chanter le mois suivant Procida dans les Vêpres siciliennes à Munich.
En janvier 2019, il chante le rôle-titre de Don Giovanni à Paris au TCE, puis Leporello à Berlin. En février, il retourne à la Scala pour interpréter Alidoro dans La Cenerentola de Rossin avant d'interpréter le mois suivant.le rôle-titre de Don Pasquale de Donizetti à Genève. En avril, il reprend Méphisto de Faust cette fois au Royal Opera de Londres, avant de chanter de nouveau Scarpia au Liceu en juin.
Après avoir interprété en juillet 2018 le rôle de Méphisto dans Mefistofele d'Arrigo Boito au Théâtre antique d'Orange dans le cadre des Chorégies, Erwin Schrott revient à Orange en juillet 2019 pour interpréter le rôle-titre dans Don Giovanni de Mozart lors du 150e anniversaire des Chorégies.

### Technique vocale
À ses débuts, Erwin Schrott est réputé pour son interprétation du rôle-titre dans l'opéra Don Giovanni de Mozart, qu'il donne notamment à la Scala en 2006 et en tournée au Japon avec le Met. Il a tout à la fois une voix riche et puissante et une présence scénique indéniable. De plus, Il allie à la tonalité sombre d'une basse, les aigus aisés d'un baryton.

### Enregistrements
- Les Noces de Figaro (Mozart) Royal Opera House, 2008, Antonio Pappano, direction. Opas Arte, DVD & Blu-ray
- L'elisir d'amore (Dulcamara), Macerata Opera Festival, 2002, Niels Muus, direction. Rai Trade DVD and CD
- Moïse et Pharaon (Pharaon), Teatro alla Scala, 2003, Riccardo Muti, direction. TDK DVD
- Arias by Mozart, Verdi, Berlioz, Gounod & Meyerbeer, 2008, Orquestra de la Comunitat Valenciana, Riccardo Frizza, direction. Decca CD
- Arias, ORF-Radio Symphonienorchester Wien, 2012, Daniele Rustioni, Sony Music Entertainment, CD

### Vie privée
Erwin Schrott s'est marié en Uruguay et a une fille, née en 1998. Ce mariage s’est terminé par un divorce. Il a vécu en couple avec la cantatrice Anna Netrebko pendant six ans. Leur fils, Tiago Aruã, est né le 5 septembre 2008 à Vienne . Ils sont séparés depuis novembre 2013. Il est marié avec Niyousha Nasri.